# 佛蒙特州立大学
佛蒙特州立大学（英語：Vermont State University，缩写为Vermont State或VTSU）是美国佛蒙特州的一所公立大学，建立于2023年7月1日，由三所院校合并组成：卡斯尔顿大学、北佛蒙特大学和佛蒙特技术学院。合并计划于2020年12月首次提出，作为应对财务困难和应对高教危机的方式，合并计划得到了新英格蘭高等教育委員會的认可。

## 學術排名
- 根據2025年美國新聞與世界報導的排名，佛蒙特州立大学排在區域性大學北部#151-165名[3]。